# Corporate Sector Purchase Programme
Als Corporate Sector Purchase Programme (CSPP; dt. Programm zum Ankauf von Wertpapieren des Unternehmenssektors) bezeichnet die Europäische Zentralbank (EZB) ein von ihr angewandtes Instrument, unter dem das Eurosystem Ankäufe von Unternehmensanleihen des Euro-Währungsgebietes durchführt. Das Programm wurde im März 2016 angekündigt und startete am 8. Juni 2016. Kritiker befürchten, das Programm gefährde die ökonomische Ordnung in der EU. Seit der Ankündigung des CSPP erreichten Anleihe-Emissionen europäischer Unternehmen Rekordwerte.

## Entwicklung und Umsetzung
EZB-Präsident Mario Draghi kündigte am 26. Juli 2012 an, die EZB werde „innerhalb ihres Mandates alles Erforderliche tun, um den Euro zu erhalten“. Dies wurde allgemein als Andeutung einer Wiederaufnahme von Staatsanleihenkäufen gewertet.
Das CSPP ergänzt im Rahmen des erweiterten Programms zum Ankauf von Vermögenswerten (expanded asset purchase programme, EAPP) die bisher von der EZB beschlossenen EAPP-Programme: Das Programm zum Ankauf gedeckter Schuldverschreibungen, den Kauf von forderungsbesicherten Wertpapieren (ABSPP) und den Kauf von Staatsanleihen (PSPP). EAPP ist unabhängig von dem ebenfalls beschlossenen Outright-Monetary-Transactions-Programm (OMT). Während OMTs dazu dienen sollen, bei Bedarf auf eine verbesserte geldpolitische Stabilität in einzelnen, von akuten Problemen betroffenen Staaten hinzuwirken, zielt das erweiterte Ankaufprogramm darauf, durch kontinuierliche Ankäufe von Euro-Wertpapieren einer Deflation entgegenzuwirken. Insbesondere bewirkt das Programm aus Sicht der EZB eine zusätzliche geldpolitische Lockerung, und es werde „zu einer Rückkehr zu Inflationsraten von mittelfristig unter, aber nahe 2 % beitragen.“
Das Corporate Sector Purchase Programme wird von sechs nationalen Notenbanken ausgeführt: Die Deutsche Bundesbank, die Banque de France, die Banca d’Italia und die Bank von Spanien kaufen Anleihen aus ihrem jeweiligen Heimatland, während die Belgische Nationalbank und die Suomen Pankki die Käufe für die übrigen Euro-Staaten übernehmen. Ein Sonderfall sind Anleihen aus den Niederlanden, weil dort viele Finanzierungs-Tochterunternehmen aus dem Ausland ansässig sind (zum Beispiel die der Schaeffler-Gruppe). Sofern es sich um Unternehmen mit Stammsitz in Deutschland, Spanien oder Italien handelt, übernehmen die nationalen Notenbanken auch die Käufe der niederländischen Anleihen; ansonsten ist die Belgische Nationalbank zuständig.
Im Juni 2019 hatte die EZB aus dem CSPP etwa 177,8 Milliarden Euro an Anleihen in ihrem Bestand.
Im April 2020 galt für angekaufte Papiere der EZB im Rahmen des CSPP, dass sie eine Einstufung des Ausfallrisikos von BBB- oder besser haben mussten. Es sei jedoch nicht ausgeschlossen, dass man die Kriterien künftig ändern werde.
Ab April 2020 wurde zusätzlich zum CSPP zur Bekämpfung der Folgen der COVID-19-Pandemie das Pandemic Emergency Purchase Programme (PEPP) eingeführt.

## Kritik am Corporate Sector Purchase Programme
Vor dem Start des Programms gab Jens Weidmann, Präsident der Deutschen Bundesbank und bekannter Kritiker der expansiven Geldpolitik der EZB, zu bedenken: „Es stellen sich bei diesem Programm schwierige Abgrenzungsfragen, und es wird tiefer in die Finanzierungsstrukturen der Wirtschaft eingegriffen als mit der konventionellen Geldpolitik.“
Der „Chefökonom“ eines US-amerikanischen Analystenhauses sah das Risiko, dass an den Käufen beteiligte Parteien durch Insidergeschäfte ökonomische Vorteile herausschlagen könnten.
Die Welt befürchtete einen Vorteil für französische und einen Nachteil für italienische Unternehmen, da letztere sich nur wenig über den Kapitalmarkt verschuldeten, während ein Drittel aller für die EZB-Käufe verfügbaren Titel französischen Ursprung seien.
Ein Anleihenexperte der Commerzbank befürchtete, dass die EZB mit dem Kaufprogramm eine ohnehin schon geringe Liquidität auf dem Markt für Unternehmensanleihen reduziere und private Investoren verdränge. Das Geschäft der Commerzbank leidet unter den niedrigen Zinsen, die durch die EZB-Anleihenkäufen hervorgerufen werden.
Laut NZZ würden kleine und mittlere Firmen durch das Kaufprogramm benachteiligt, da das Programm primär große Konzerne mit direktem Zugang zum Kapitalmarkt begünstige.
Manche Manager von Großunternehmen, deren Anleihen die EZB ankaufen kann, äußerten sich kritisch. Der Vorstandsvorsitzende des DAX-Unternehmens E.ON, Johannes Teyssen, hielt das Ankaufprogramm für überflüssig.